# Priva forskaolaei
Priva forskaolaei là một loài thực vật có hoa trong họ Cỏ roi ngựa. Loài này được (Vahl) Jaub. and Spach miêu tả khoa học đầu tiên năm 1855.